# Atkinson (Carolina del Nord)
Atkinson és una població dels Estats Units a l'estat de Carolina del Nord. Segons el cens del 2000 tenia 236 habitants.

## Demografia
Segons el cens del 2000, Atkinson tenia 236 habitants, 106 habitatges i 71 famílies. La densitat de població era de 92 habitants per km².
Dels 106 habitatges en un 25,5% hi vivien nens de menys de 18 anys, en un 54,7% hi vivien parelles casades, en un 8,5% dones solteres, i en un 32,1% no eren unitats familiars. En el 30,2% dels habitatges hi vivien persones soles el 14,2% de les quals corresponia a persones de 65 anys o més que vivien soles. El nombre mitjà de persones vivint en cada habitatge era de 2,23 i el nombre mitjà de persones que vivien en cada família era de 2,76.
Per edats la població es repartia de la següent manera: un 21,6% tenia menys de 18 anys, un 8,1% entre 18 i 24, un 25,4% entre 25 i 44, un 27,1% de 45 a 60 i un 17,8% 65 anys o més.
L'edat mediana era de 40 anys. Per cada 100 dones de 18 o més anys hi havia 88,8 homes.
La renda mediana per habitatge era de 34.375 $ i la renda mediana per família de 45.417 $. Els homes tenien una renda mediana de 30.417 $ mentre que les dones 22.813 $. La renda per capita de la població era de 18.135 $. Entorn del 4,6% de les famílies i el 10% de la població estaven per davall del llindar de pobresa.

## Poblacions més properes
El següent diagrama mostra les poblacions més properes.